# 布氏副愛麗魚
布氏副愛麗魚，為輻鰭魚綱鱸形目隆頭魚亞目慈鯛科的其中一種，分布於非洲坦干伊喀湖流域，體長可達11公分，棲息在岩石底質的開放水域，成群活動，以浮游生物為食，生活習性不明，可作為觀賞魚。

## 擴展閱讀
維基物種上的相關：布氏副愛麗魚